# Кипрейные
Кипрейные, или Ослинниковые (лат. Onagraceae) — семейство двудольных растений порядка Миртоцветные, объединяющее по современной классификации APG IV по состоянию на декабрь 2023 года 22 рода и 807 ботанических видов. Наиболее известные представители семейства — кипрей, ослинник, фуксия, кларкия.

## Ботаническое описание
Травы, иногда полукустарники и кустарники, редко небольшие деревья.
Листья простые, цельные; очерёдные, супротивные или мутовчатые.
Цветки одиночные или в облиственных (колосовидных, кистевидных или метельчатых) соцветиях, большей частью правильные и обоеполые, обычно четырёхчленные, с цветочной трубкой, приросшей к завязи.
Плод — коробочка или ореховидный, редко — ягодовидный.

## Распространение и экология
Представители семейства встречаются преимущественно в умеренных и субтропических областях. В России широко распространены 6 родов (кипрей, энотера, фуксия, кларкия и др.), включающие около 70 видов. В стоячих водах и болотах тропической Америки растёт Jussieua repens, имеющая 3 типа корней: питающие, плавательные и дыхательные.

## Значение и применение
Большинство представителей семейства поедаются плохо или вовсе не поедаются скотом. Исключение составляет кипрей узколистный (Chamaenerion angustifolium).
Многие виды семейства кипрейных — хорошие медоносы, богаты протеином и каротином, используются в медицине. Некоторые виды разводят как декоративные.
Из кипрея узколистного изготавливается так называемый копорский чай.

## Классификация

### Таксономическое положение
- Onagraceae Juss., 1789, Gen. Pl. 317—318

Семейство Кипрейные включается в порядок Миртоцветные (Myrtales) последовательно входящий в клады Мальвиды → Розиды → Суперрозиды → Эвдикоты → Цветковые растения. Таксономическая схема в соответствии с Системой APG IV по состоянию на декабрь 2023 года:
|  |                          |  |                                   |                      |                     |  | еще 8 семейств |         |  |           |
|  |                          |  |                                   |                      |                     |  |                |         |  |           |
|  |                          |  |                                   | порядок Миртоцветные |                     |  |                |         |  |           |
|  |                          |  |                                   |                      |                     |  |                |         |  | 807 видов |
|  | клада Цветковые растения |  |                                   |                      | семейство Кипрейные |  |                | 22 рода |  |           |
|  | клада Цветковые растения |  |                                   |                      |                     |  |                | 22 рода |  |           |
|  |                          |  | ещё 63 порядка цветковых растений |                      |                     |  |                |         |  |           |
|  |                          |  |                                   |                      |                     |  |                |         |  |           |

### Роды
- Camissonia  Link  — Камиссония
- Camissoniopsis  W.L.Wagner & Hoch
- Chylismia  Nutt. ex Torr. & A.Gray
- Chylismiella  (Munz) W.L.Wagner & Hoch
- Circaea  L.  — Двулепестник
- Clarkia  Pursh  — Кларкия
- Epilobium  L.  — Кипрей, включая род Иван-чай
- Eremothera  (P.H.Raven) W.L.Wagner & Hoch
- Eulobus  Nutt. ex Torr. & A.Gray
- Fuchsia  L.  — Фуксия
- Gayophytum  A.Juss.
- Gongylocarpus  Cham. & Schltdl.
- Hauya  Moc. & Sessé ex DC.  — Хауя
- Hemifuchsia  Herrera
- Lopezia  Cav.
- Ludwigia  L.  — Людвигия
- Megacorax  S.González & W.L.Wagner
- Neoholmgrenia  W.L.Wagner & Hoch
- Oenothera  L.  — Ослинник, или Энотера
- Pseudolopezia  Rose
- Tetrapteron  (Munz) W.L.Wagner & Hoch
- Xylonagra  Donn.Sm. & Rose

В некоторых более ранних классификациях использовалось деление семейства на два подсемейства и шесть триб:
- Подсемейство Ludwigioideae
- Подсемейство Onagroideae
  - Триба Circaeeae
  - Триба Epilobieae
  - Триба Gongylocarpeae
  - Триба Hauyeae
  - Триба Lopezieae
  - Триба Onagreae